# Pałac Jekatieriny Râșcanu-Dierożynskiej w Kiszyniowie

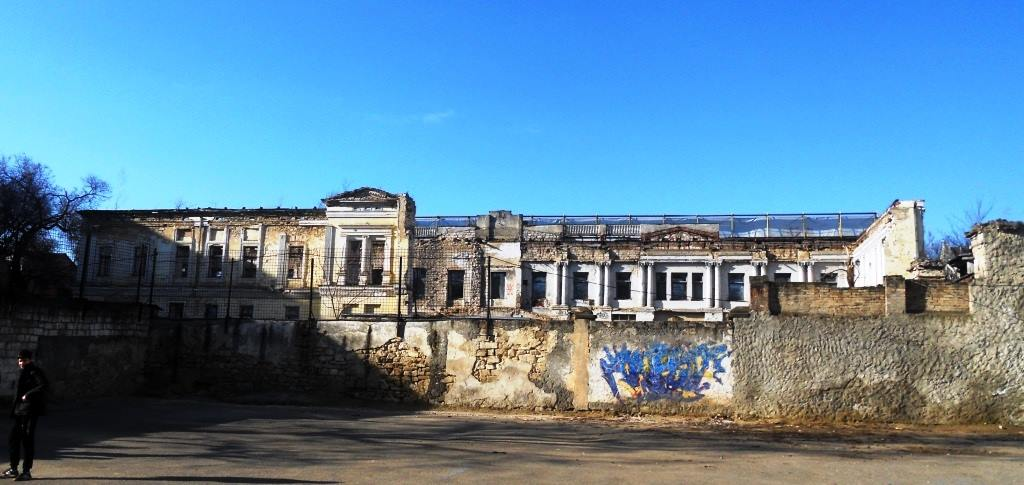
Budynek w 2015 r., przed rozpoczęciem remontu i planowanej budowy hotelu

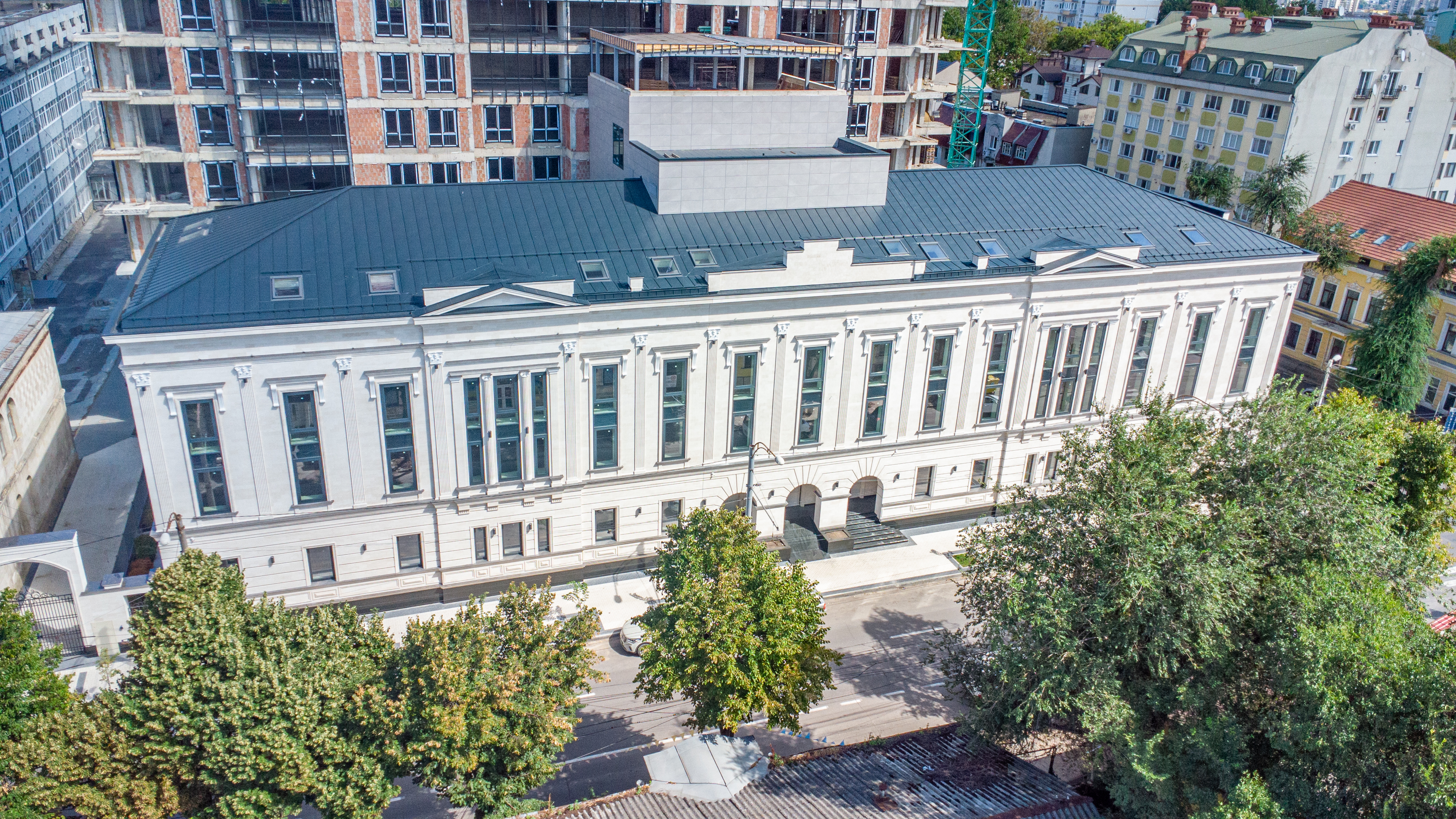
Pałac i wznoszony za nim nowoczesny budynek hotelowy w 2022 r.

Pałac Jekatieriny Râșcanu-Dierożynskiej – miejska rezydencja w Kiszyniowie, w centralnej części miasta, przy ul. București (Bukareszteńskiej) 62. Wpisana do rejestru zabytków historii i kultury o znaczeniu narodowym. 

## Historia
Pałac został wzniesiony w latach 70. XIX w. według projektu Aleksandra Bernardazziego. Według innego źródła był budowany od 1852 do 1875 r. Był własnością Jekatieriny Râșcanu-Dierożynskiej zd. Russo, przedstawicielki jednego z mołdawskich rodów bojarskich, małżonki Jegora, w latach 1872-1874 marszałka szlachty guberni besarabskiej. Pozostawał w jej rękach do 1920 r., gdy kobieta sprzedała nieruchomość, by spłacić długi.  
W latach 50. XX wieku znacjonalizowany budynek został rozbudowany o salę-amfiteatr, który był użytkowany jako sala posiedzeń Rady Najwyższej Mołdawskiej SRR. Nową część zaprojektował architekt S. Wasiljew, dbając o to, by nowa część budynku w harmonijny sposób łączyła się ze starszą. Następnie pałac był siedzibą stowarzyszenia "Nauka" ("Știința"). W końcu lat 80. został przekazany dyrekcji kiszyniowskiej filharmonii i Pałacu Narodowego (dla Rady Najwyższej wzniesiono nową siedzibę przy bulwarze Lenina), w 1996 r. należał do dyrekcji obsługi korpusu dyplomatycznego przy mołdawskim Ministerstwie Spraw Zagranicznych. W końcu lat 90. budynek był po raz ostatni remontowany. 

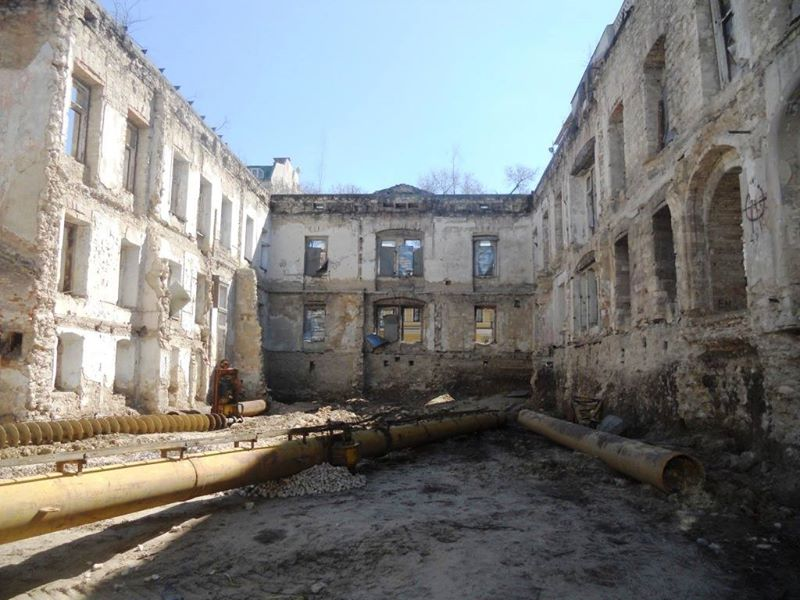
Ruiny pałacu, stan z 2015

W 2009 r. pałac przeszedł na własność prywatnej spółki. Agencja Inspekcji i Restauracji Zabytków Mołdawii informowała o rozpoczęciu gruntownego remontu pałacu, który po zakończeniu prac miał zostać zaadaptowany na biura. Remont nie został jednak wówczas rozpoczęty. Jedynie w nowej części budynku z lat 50. powstała galeria. Dziennik "Timpul" pisał, iż firma "Maxelegant" nabyła budynek za zaniżoną kwotę 3,3 mln lejów mołdawskich (inne źródło podaje 2,2 mln), z naruszeniem prawa - bez zgody parlamentu wymaganej przy transakcjach dotyczących obiektów zabytkowych, a następnie odsprzedała obiekt spółce zarejestrowanej na Belize, która zamierzała wznieść w tym miejscu centrum handlowe i hotel. Również w tym wypadku nie przystąpiono do żadnych prac budowlanych w tym miejscu. Budynek był sprzedawany zagranicznym spółkom jeszcze kilkakrotnie. W 2017 r. Narodowa Rada Zabytków przy Ministerstwie Kultury wyraziła zgodę na wzniesienie sześciopiętrowego hotelu, w którego bryłę miałby zostać wkomponowany historyczny pałac. Prowadzone prace budowlane miały uwzględniać odrestaurowanie jego elewacji. Według architekta miasta Kiszyniowa Sergiu Borozana hotel będzie odrębnym budynkiem usytuowanym na wewnętrznym dziedzińcu zabytku, a inwestor przeprowadzi również remont elewacji pałacowych i zmieni układ wnętrz obiektu. Następnie brzmienie zezwolenia na budowę zmieniono, dopuszczając wzniesienia budynku dwunastopiętrowego. W 2018 r. rozpoczęto prace budowlane. Historia pałacu Râşcanu-Dierożynskiej i wydania zgody na tak daleko idącą ingerencję w zabytkową część miasta była przedmiotem licznych śledztw dziennikarskich i budziła duże kontrowersje w mediach.

## Architektura
Dwupiętrowy pałac położony jest u zbiegu ulic București i Vlaicu Pîrcălab, z głównym wejściem od strony pierwszej z wymienionych ulic. Główna elewacja pałacu zorganizowana jest według zasady symetrii, z centralnie położonym ryzalitem zdobionym trójkątnym frontonem i trzema oknami na piętrze. Wejście do obiektu prowadziło przez troje drzwi w łukowych obramowaniach. Drugie wejście, od ul. Pîrcălaba, umożliwiało wejście bezpośrednio na wewnętrzny dziedziniec budynku. Na głównej i bocznej fasadzie budynku architekt zastosował ornamenty inspirowane architekturą barokową - korynckie pilastry, obramowania okien, gzyms z ząbkami. Nowa część obiektu, dobudowana w latach 50., nawiązywała stylistycznie do części starszej.